# 164406 Akiyamatoshio
164406 Akiyamatoshio è un asteroide della fascia principale interna. Scoperto nel 2005, presenta un'orbita caratterizzata da un semiasse maggiore pari a 2,210669 UA e da un'eccentricità di 0,048579, inclinata di 6,116828° rispetto all'eclittica.
È dedicato a Toshio Akiyama, compositore giapponese.